# Polysomnografi

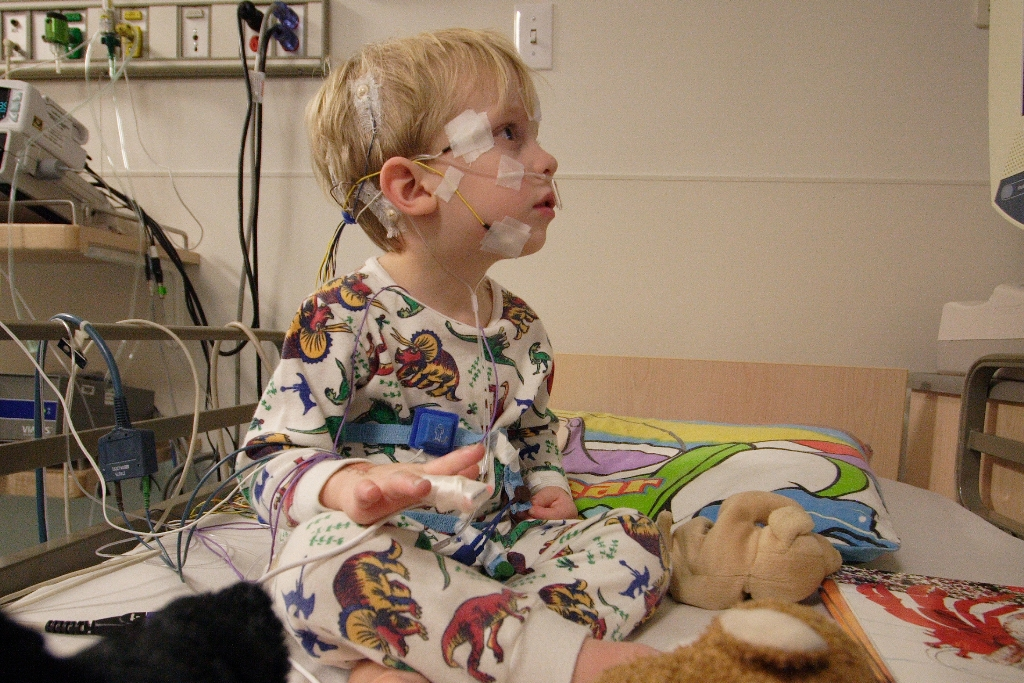
En patient med anslutna sensorer för polysomnografisk mätning.

Polysomnografi, ibland förkortat som PSG, är en klinisk neurofysiologisk metod för att undersöka sömn och vissa sömnrelaterade fenomen. 

## Undersökningens utförande
Genom elektroder som klistras på huvudet registreras kontinuerligt patientens/försökspersonens elektriska aktivitet i hjärnbarken (EEG), ögonrörelser (EOG) och tonus i skelettmuskulatur (yt-EMG). Dessa data lagras vanligtvis på en portabel registreringsutrustning med inbyggt minne, och kan sedan användas för att objektivt bedöma förekomst av sömn och sömndjup under registreringstiden. Vanligtvis pågår registreringen under en natt. Det finns även vissa specialvarianter av polysomnografi där registrering sker dagtid, såsom till exempel MSLT och MWT. I vissa fall kan patienten/försökspersonen genomgå undersökningen i sitt eget hem, genom att låna med sig registreringsutrustningen hem.

## Tolkning och presentation av resultatet
Med tolkning avses att bedöma patientens sömn och sömndjup under registreringstiden utifrån insamlade data. Registreringen delas in i epoker om vanligtvis 20 eller 30 sekunder, varefter tolkaren för varje epok bedömer vilket sömnstadium som dominerar den aktuella epoken. För stadieindelning av icke-REM-sömn används företrädesvis EEG, medan man för bedömning av REM-sömn också använder sig av ögonrörelser och muskeltonus. Resultatet presenteras därefter ofta som ett så kallat hypnogram/dormogram (se figur), som i grafisk form åskådliggör patientens/försökspersonens sömn under natten. 

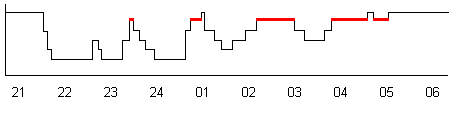
Hypnogram. Längs X-axeln visas klockslag. Linjens Y-position indikerar sömndjup. Röd linjefärg indikerar REM-sömn.

## Indikationer och användningsområde
Polysomnografier utförs dels inom sömnforskning och dels som en del av sömnmedicinska utredningar av patienter med sömnstörningar. I Sverige är undersökningsmetoden relativt svårtillgänglig, framför allt i och med att den främst finns på universitetssjukhus. Polysomnografier används framför allt vid utredning av parasomnier och hypersomnier i Sverige. Internationellt, framför allt i USA, är dock undersökningen betydligt vanligare då den bland annat också används vid utredning av patienter med sömnapnésyndrom. I Sverige använder man ofta olika förenklade registreringsmetoder vid misstänkt sömnapnésyndrom, där man inte registrerar EEG, EMG och EOG. Detta gör dock att man helt strikt inte kan avgöra säkert när patienten varit vaken respektive sovit under registreringsnatten. Fördelen som anges med de förenklade metoderna är framför allt deras lägre pris och högre tillgänglighet.